# بیست و دومین نمایشگاه بین‌المللی کتاب تهران

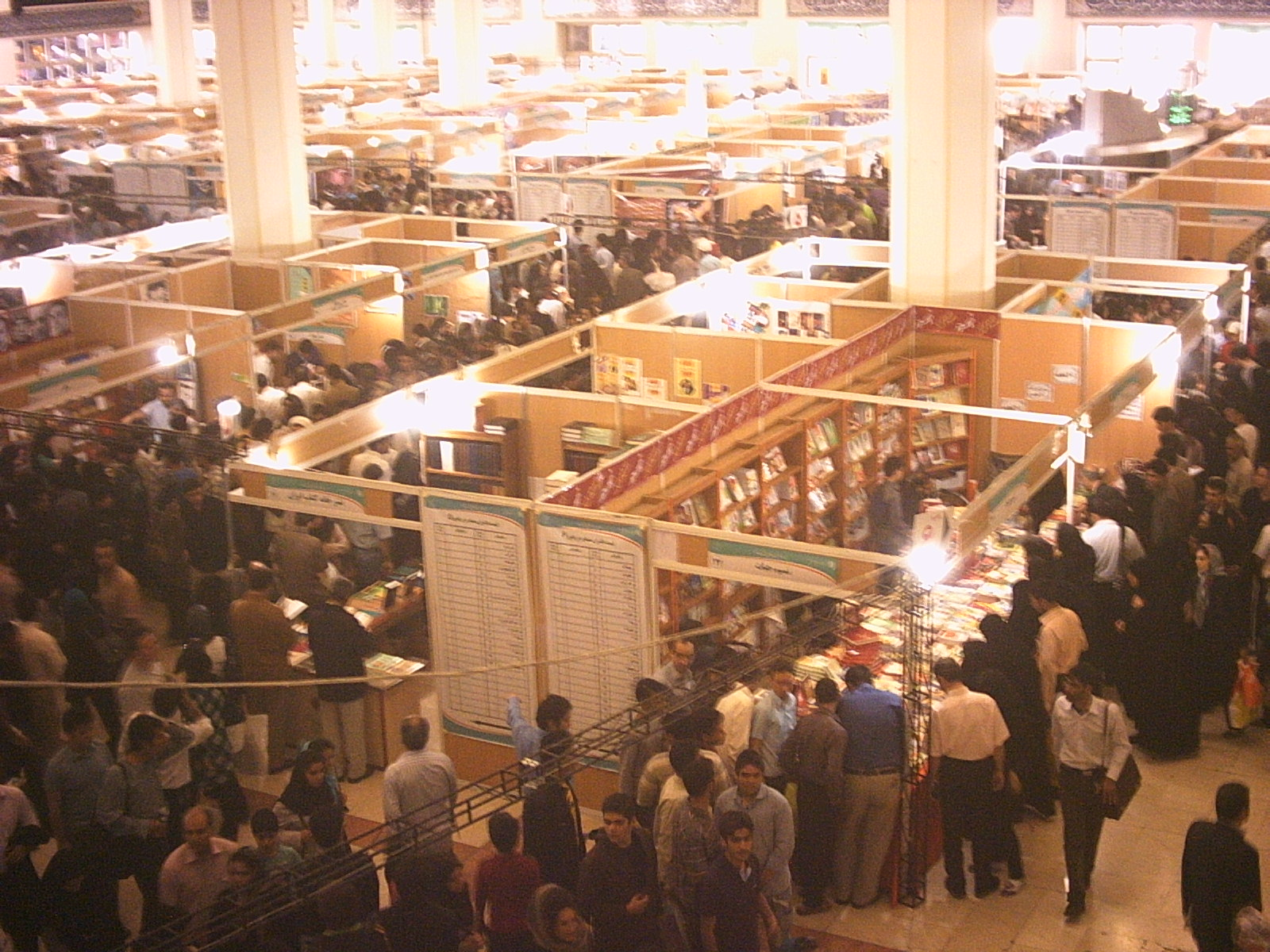

بیست و دومین نمایشگاه بین‌المللی کتاب تهران طی روزهای ۱۶ تا ۲۶ اردیبهشت ۱۳۸۸ در مکان مصلی تهران برگزار شد. این سومین دوره از نمایشگاه کتاب تهران بود که در محل مصلای تهران برگزار شد.
این نمایشگاه در روز پانزدهم اردیبهشت ماه با حضور محمود احمدی‌نژاد رئیس‌جمهور ایران و محمدحسین صفار هرندی وزیر فرهنگ و ارشاد اسلامی افتتاح شد.
در این نمایشگاه ۱۹۸۲ ناشر ایرانی و ۱۷۰۰ ناشر خارجی از ۷۸ کشور جهان شرکت دارند.
در این نمایشگاه ۲۰۷ هزار عنوان کتاب در بخش ناشران داخلی و ۷۰ هزار عنوان کتاب در بخش لاتین ارائه شد.
در این دوره از نمایشگاه، در صحن مصلای امام خمینی، ماکتی از موشک ماهواره‌بر امید نصب شد.